# 금동현
금동현(1963년 ~ )은 대한민국의 배우이다.

## 출연작

### 영화
- 《미쓰백》 (2018년) - 슈퍼아저씨 역
- 《희생부활자》 (2017년) - 리어카 노인 역
- 《로마의 휴일》 (2017년) - 인질가족위원장 역
- 《특별시민》 (2017년) - 최 사장 역
- 《캠핑》 (2016년) - 금니 역
- 《섬. 사라진 사람들》 (2016년) - 효중 역
- 《타투》 (2015년) - 점쟁이 역
- 《극비수사》 (2015년) - 영감 역
- 《간신》 (2015년) - 관상쟁이 역
- 《헬머니》 (2015년) - 무당할매아들 역
- 《화끈한 써비스: 어느 잔인한 미용사의》 (2015년) - 집주인 역
- 《콩가네》 (2013년) - 나나아빠 역
- 《전설의 주먹》 (2013년) - 형사 역
- 《8월, 비》 (2012년)
- 《고래를 찾는 자전거》 (2011년) - 장선주 역
- 《통증》 (2011년) - 영배 역
- 《링크》 (2011년) - 사업가 역
- 《나는 아빠다》 (2011년) - 장례식장 보스 역
- 《글러브》 (2011년) - 구장관리인 역
- 《심장이 뛴다》 (2011년) - 마을협회장 역
- 《초능력자》 (2010년) - 할배 역
- 《된장》 (2010년) - 벌목꾼 역
- 《계몽영화》 (2010년) - 목수 역
- 《마음이 2》 (2010년) - 털보 역
- 《이끼》 (2010년) - 죄수들 역
- 《방자전》 (2010년) - 마름 역
- 《블러디 쉐이크》 (2010년) - 삼촌 역
- 《사람을 찾습니다》 (2009년) - 쌀집 주인 역
- 《말보로 전쟁》 (2009년) - 깜씨 역
- 《우리 집에 왜 왔니》 (2009년) - 동료 노숙자 1 역
- 《즐거운 미자》 (2008년)
- 《더 히스토리》 (2008년) - 보도기자 역
- 《방울토마토》 (2008년) - 용역대장 역
- 《경축! 우리 사랑》 (2008년) - 약사 역
- 《특별시 사람들》 (2007년) - 주씨 역
- 《만남의 광장》 (2007년) - 동팔 부 역
- 《이장과 군수》 (2007년) - 장씨 역
- 《양아치어조》 (2006년) - 생선가게 아저씨 역
- 《맨발의 기봉이》 (2006년) - 노 이장 역
- 《음란서생》 (2006년) - 노인 3 역
- 《왕의 남자》 (2005년) - 모필꾼 역
- 《애인》 (2005년) - 택시기사 역
- 《아라한 장풍 대작전》 (2004년) - 조사과장 역
- 《선택》 (2003년) - 김 동지 역
- 《클래식》 (2003년) - 베어먼 역
- 《7인의 새벽》 (2001년)

### 드라마
- 《특별근로감독관 조장풍》 (2019년, MBC)
- 《자백》 (2019년, tvN) - 택배회사 직원 역
- 《최고의 이혼》 (2018년, KBS2)
- 《라이프 온 마스》 (2018년, OCN) - 이창기 역
- 《화유기》 (2018년, tvN)
- 《이번 생은 처음이라》 (2017년, tvN)
- 《조작》 (2017년, SBS)
- 《크리미널 마인드》 (2017년, tvN)
- 《듀얼》 (2017년, OCN)
- 《김과장》 (2017년, KBS2) - TQ택배 간부 역
- 《뱀파이어 탐정》 (2016년, OCN) - 김성규 역
- 《시그널》 (2016년, tvN)
- 《리멤버 - 아들의 전쟁》 (2015년, SBS)
- 《신분을 숨겨라》 (2015년, tvN)
- 《어셈블리》 (2015년, KBS2)
- 《초인시대》 (2015년, tvN)
- 《위대한 이야기 - 이주일의 못생겨서 죄송합니다》 (2015년, TV조선 & tvN)
- 《닥터 프로스트》 (2014년~2015년, OCN) - 박철구 역 (특별출연)
- 《투윅스》 (2013년, MBC) - 도박하는 남자 역
- 《여인의 향기》 (2011년, SBS) - 김유순 환자의 남편 역

### 연극
- 《칠수와 만수》
- 《아가씨와 건달들》
- 《광개토대왕》